# 파운드 포 파운드
파운드 포 파운드(Pound for pound)는 권투, 레슬링, 종합격투기 등 격투 스포츠에서 체급에 따라 조정되는 랭킹이다. 각 체급의 선수들은 직접 경쟁하지 않기 때문에 파운드 포 파운드 방식으로 최고의 선수를 결정하려면 주관적인 판단이 필요하며, 결과적으로 등급이 달라지는 경우가 많다.

## 권투
권투에서 이 용어는 역사적으로 베니 레너드와 슈거 레이 로빈슨과 같이 당대 최고의 실력을 가진 선수들을 지칭하는 데 사용되었는데, 이는 일반적으로 더 인기 있고 더 많은 돈을 받는 헤비급 챔피언들과 구별하기 위한 것이었다. 1990년부터 더 링 매거진은 선수들의 파운드 포 파운드 랭킹을 유지해 왔다.

## 종합격투기
일부 종합격투기 단체는 파운드 포 파운드 랭킹을 운영하고 있다. 2013년부터 얼티밋 파이팅 챔피언십, 2020년부터 원 챔피언십, 2021년부터 벨라토르 MMA가 그 예이다. ESPN.com, 셔독, 파이트 매트릭스, MMA 파이팅, 타폴로지 등 여러 비공식 MMA 파운드 포 파운드 랭킹도 있다.

## 킥복싱/무에타이
원 챔피언십은 2020년부터 킥복싱과 무에타이 파운드 포 파운드 랭킹을 발표하고 있다. 컴뱃 프레스와 비욘드 킥복싱 또한 킥복싱 파운드 포 파운드 랭킹을 발표하고 있다.